# Jowangsin
Jowangsin är eldens och härdens gudinna inom den koreanska shamanismen. Hon beskrevs som en av koreanernas viktigaste gudar redan under antik tid. Dyrkan av henne har numera till stor del upphört. Hon tillbads dagligen med en morgonbön av husmödrarna för husets lycka, och vakade över fem tabun i vardagen. 